# UFC 249
UFC 249: Ferguson vs. Gaethje foi um evento de MMA produzido pelo Ultimate Fighting Championship no dia 9 de maio de 2020, no VyStar Veterans Memorial Arena, em Jacksonville, Flórida.

## Background
Uma luta no UFC Lightweight Championship entre o atual campeão Khabib Nurmagomedov e o ex-campeão interino Tony Ferguson (também The Ultimate Fighter: Team Lesnar vs. O vencedor do welterweight da equipe dos Santos ) estava programado para encabeçar este evento. O emparelhamento já havia sido agendado e cancelado por vários motivos em quatro ocasiões distintas ( The Ultimate Fighter: Team McGregor vs. Equipe Faber Finale, UFC on Fox: Teixeira vs. Evans, UFC 209 e UFC 223 ) nos últimos quatro anos. A luta foi cancelada pela quinta vez devido a problemas relacionados à pandemia do COVID-19 (consulte a seção abaixo) .

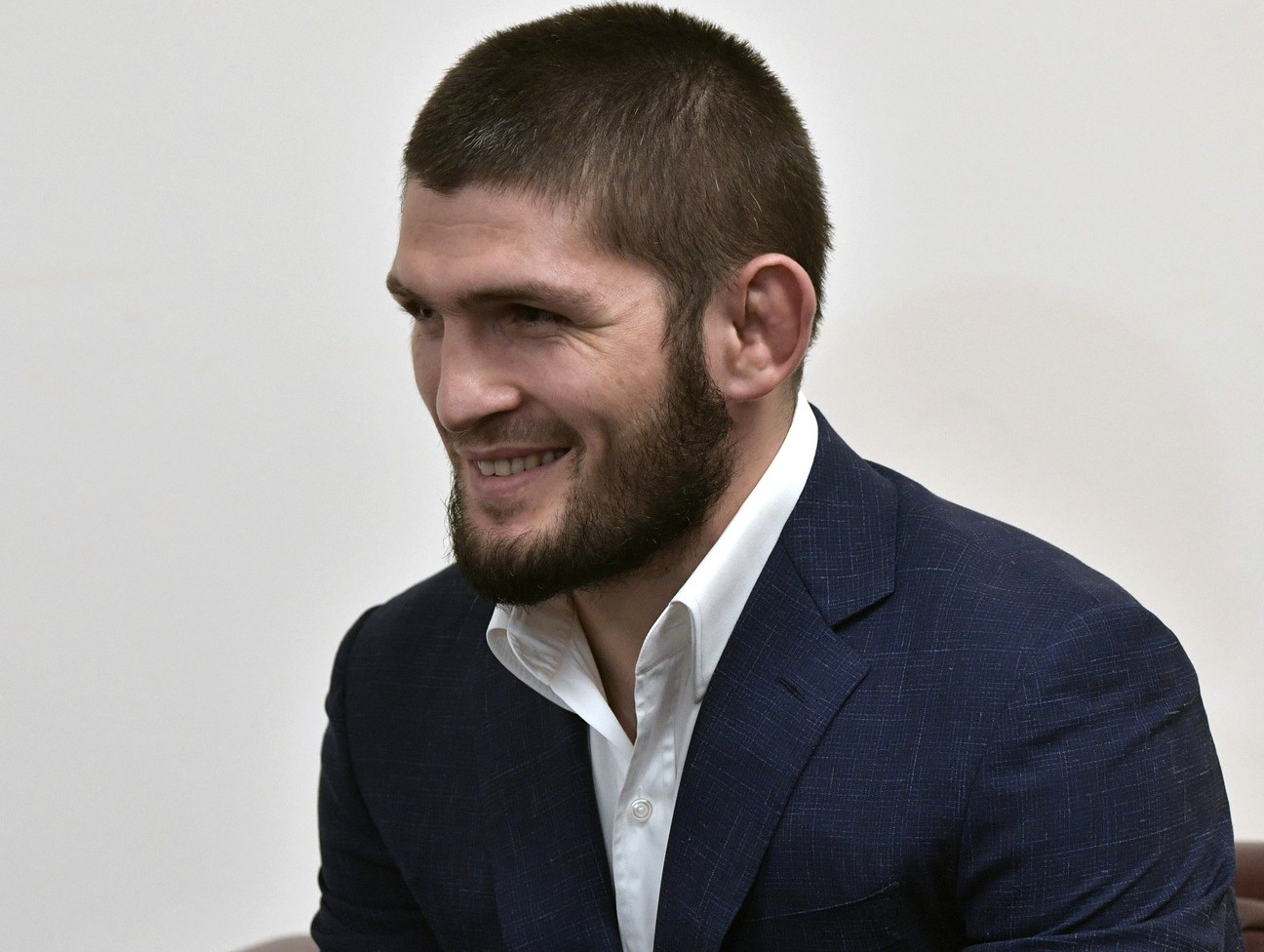
Originalmente, esperava-se que Khabib Nurmagomedov fizesse a terceira defesa de seu UFC Lightweight Championship neste evento, mas teve que desistir devido a restrições de viagem relacionadas à pandemia do COVID-19.

Uma luta de penas entre Jeremy Stephens e Calvin Kattar estava prevista para o UFC 248 . No entanto, Stephens foi retirado do cartão em meados de janeiro com uma lesão. O emparelhamento foi reagendado para este evento.

### Pandemia de COVID-19
Em 12 de março, o governador de Nova York , Andrew Cuomo, emitiu uma ordem restringindo as reuniões de massa e os eventos esportivos devido à pandemia do COVID-19. Quatro dias depois, o presidente do UFC, Dana White, anunciou através de uma carta aos funcionários compartilhados ao público que este evento "ainda está programado conforme o planejado, mas o local pode mudar". Em 18 de março, a Comissão Atlética do Estado de Nova York (NYSAC) anunciou que o evento não seria sancionado para ocorrer no local original do evento, o Barclays Center no Brooklyn. Em 23 de março, White revelou que já tinha um novo local para este evento, mas apenas confirmaria que ele seria realizado a portas fechadas . White posteriormente acrescentou em 25 de março que o cartão poderia apresentar uma formação diferente, dependendo da logística.
- Uma luta pesada entre o ex - desafiante do UFC Heavyweight Championship Francis Ngannou e Jairzinho Rozenstruik . A luta foi originalmente agendada para a manchete do UFC na ESPN: Ngannou vs. Rozenstruik em 28 de março, mas o evento foi cancelado devido à pandemia.[10]
- Uma luta pesada entre Greg Hardy e Yorgan de Castro; a luta foi originalmente agendada para o UFC na ESPN: Ngannou vs. Rozenstruik.
- Uma revanche entre os médios Vicente Luque e Niko Price ; esperava-se que ambos os lutadores enfrentassem oponentes diferentes no UFC Fight Night: Overeem vs. Harris . Eles se conheceram no UFC Fight Night: Brunson vs. Machida em outubro de 2017, onde Luque venceu por finalização da segunda rodada.[14]
- Esperava-se que Islam Makhachev enfrentasse Alexander Hernandez em uma luta leve, mas foi retirado do evento devido a restrições de viagem e substituído por Omar Antonio Morales Ferrer.
- Uma luta entre Marlon Vera e o ex - desafiante do UFC Flyweight Championship Ray Borg ; Vera esperava competir contra outro oponente no UFC na ESPN: Ngannou vs. Rozenstruik.

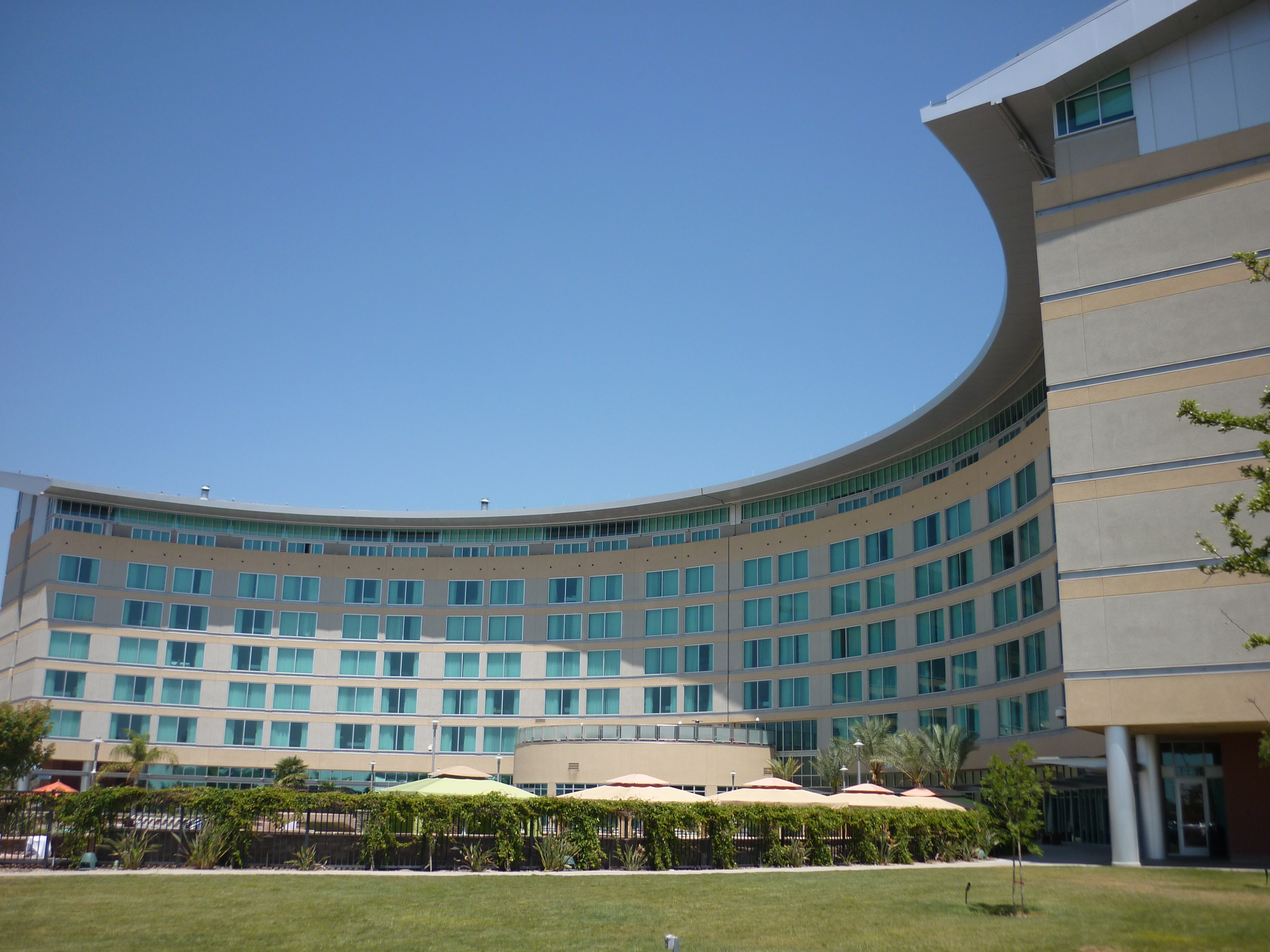
Como o Tachi Palace Hotel & Casino em Lemoore, Califórnia, está localizado em terras pertencentes à tribo Tachi-Yokut, parte da comunidade indígena Santa Rosa, o evento não ficou sob a jurisdição da Comissão Atlética do Estado da Califórnia (CSAC) e sua proibição. em eventos esportivos de combate até o final de maio.

A promoção originalmente planejava o UFC 250 para acontecer no Ginásio do Ibirapuera, em São Paulo, no dia 9 de maio.  Em 7 de abril, foi anunciado que o local seria usado como hospital de campo durante a pandemia do COVID-19 no Brasil e não seria capaz de hospedar o cartão de combate.
Uma luta no UFC Bantamweight Championship entre o atual campeão Henry Cejudo (também ex -campeão do UFC Flyweight e medalhista de ouro olímpico de 2008 em luta livre ) e o ex- WEC e bicampeão José Aldo do UFC, era esperado como atração principal do evento. No entanto, Aldo se retirou em 8 de abril devido a problemas de visto, já que o evento deveria ser transferido para os Estados Unidos. Embora não tenha sido anunciado oficialmente pela promoção na época, o ex-bicampeão Dominant Cruz (que não luta desde dezembro de 2016) deveria substituí-lo.
Espera-se que uma luta no UFC Women's Featherweight Championship entre a atual campeã Amanda Nunes (também a atual campeã do UFC Women Bantamweight ) e a ex- campeã do peso-pena do Invicta FC, Felicia Spencer, seja a co-atração principal. Nunes anunciou em 20 de abril que não competiria nesta data devido ao desejo de ter um campo de treinamento completo.
Como se espera que o evento seja realocado para os Estados Unidos, várias alterações foram feitas devido ao fato de os combatentes não poderem competir devido a problemas de visto:
- Uma luta leve entre o ex- campeão dos meio-pesados do UFC Maurício Rua (também campeão do PRIDE Middleweight Grand Prix de 2005 ) e Antônio Rogério Nogueira foi cancelada. O duelo se reuniu anteriormente no PRIDE Critical Countdown 2005 e no UFC 190, com Rua vencendo as duas lutas.
- Ketlen Vieira, que era esperado para enfrentar Marion Reneau em uma luta feminina de peso galo.
- Ex-desafiante ao título de peso galo Bethe Correia, que era esperado para enfrentar Pannie Kianzad em uma luta de peso galo feminino.
- Augusto Sakai, que deveria enfrentar o ex -campeão dos pesos pesados do WSOF, Blagoy Ivanov, em uma luta de pesos pesados.
- Carlos Felipe, que deveria enfrentar Sergey Spivak em um combate pesado.

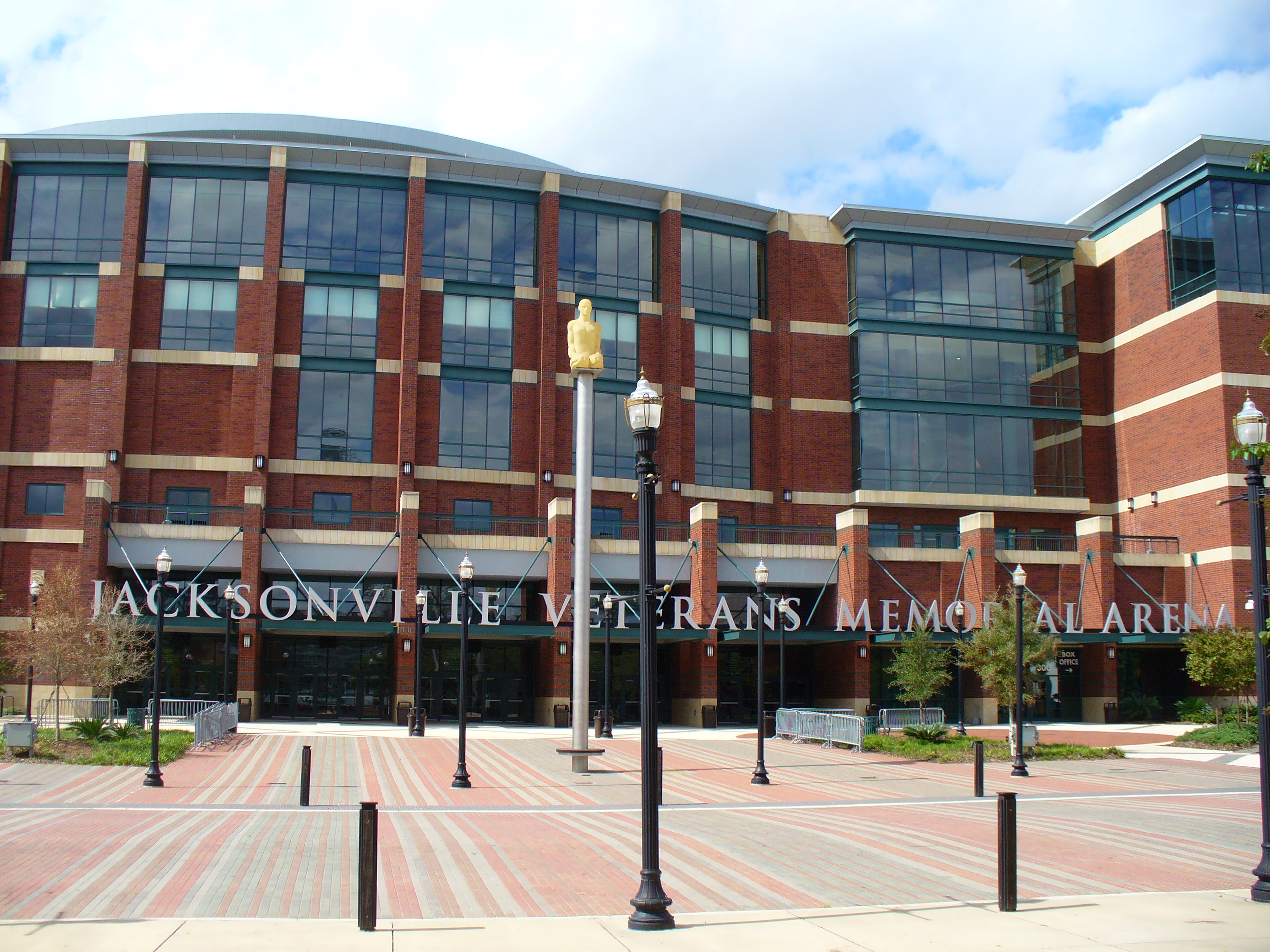
O VyStar Veterans Memorial Arena sediará o retorno muito esperado do UFC em meio à pandemia do COVID-19.

## Card Oficial
Nota 1 Pelo Cinturão Peso Leve Interino do UFC. 

Nota 2 Pelo Cinturão Peso Galo do UFC.

## Bônus da Noite
Os lutadores receberam $50.000 de bônus:
- Luta da Noite:  Justin Gaethje vs.  Tony Ferguson
- Performance da Noite:  Justin Gaethje e  Francis Ngannou